# APIP
APIP (англ. APAF1 interacting protein) – білок, який кодується однойменним геном, розташованим у людей на короткому плечі 11-ї хромосоми. Довжина поліпептидного ланцюга білка становить 242 амінокислот, а молекулярна маса — 27 125.
| 10         |  | 20         |  | 30         |  | 40         |  | 50         |
| ---------- |  | ---------- |  | ---------- |  | ---------- |  | ---------- |
| MSGCDAREGD |  | CCSRRCGAQD |  | KEHPRYLIPE |  | LCKQFYHLGW |  | VTGTGGGISL |
| KHGDEIYIAP |  | SGVQKERIQP |  | EDMFVCDINE |  | KDISGPSPSK |  | KLKKSQCTPL |
| FMNAYTMRGA |  | GAVIHTHSKA |  | AVMATLLFPG |  | REFKITHQEM |  | IKGIKKCTSG |
| GYYRYDDMLV |  | VPIIENTPEE |  | KDLKDRMAHA |  | MNEYPDSCAV |  | LVRRHGVYVW |
| GETWEKAKTM |  | CECYDYLFDI |  | AVSMKKVGLD |  | PSQLPVGENG |  | IV         |

A: Аланін

C: Цистеїн

D: Аспарагінова кислота

E: Глутамінова кислота

F: Фенілаланін

G: Гліцин

H: Гістидин

I: Ізолейцин

K: Лізин

L: Лейцин

M: Метіонін

N: Аспарагін

P: Пролін

Q: Глутамін

R: Аргінін

S: Серин

T: Треонін

V: Валін

W: Триптофан

Кодований геном білок за функціями належить до ліаз, фосфопротеїнів. 
Задіяний у таких біологічних процесах, як апоптоз, біосинтез амінокислот, біосинтез метіоніну, альтернативний сплайсинг. 
Білок має сайт для зв'язування з іонами металів, іоном цинку. 
Локалізований у цитоплазмі.